# Melittosphex burmensis
Melittosphex burmensis é uma espécie de Hymenoptera apócritos da família Melittosphecidae. É a mais antiga espécie de abelha conhecida. Foi descoberto na forma de inclusões em âmbar em 2006 por George Poinar Jr., um entomologista da Oregon State University . O âmbar foi encontrado em uma mina no vale Hukawng, no norte da Birmânia, e acredita-se que data do Período Cretáceo, 100 milhões de anos atrás. 

## Descrição do produto
M. burmensis tem cerca de um quinto do tamanho da abelha atual, com cerca de 3 mm de comprimento Ela não está relacionada a nenhuma família conhecida de abelhas. Apresenta características anatômicas semelhantes às de algumas vespas carnívoras, incluindo o formato das patas traseiras, mas também compartilha outras com abelhas polinizadoras, como pelos de penas ou ramificados no corpo. A cabeça dele tem formato de coração. 
Acredita-se que a amostra encontrada tenha 100 milhões de anos, 40 milhões de anos mais que as próximas espécies mais antigas conhecidas de abelhas. A descoberta desta abelha do período cretáceo com certas características polinizadoras poderia ajudar a explicar a rápida expansão das plantas florais na época da história da Terra. 
Foi descrita na revista Science por George Poinar, juntamente com o pesquisador Bryan Danforth. 